# Problema del salmone

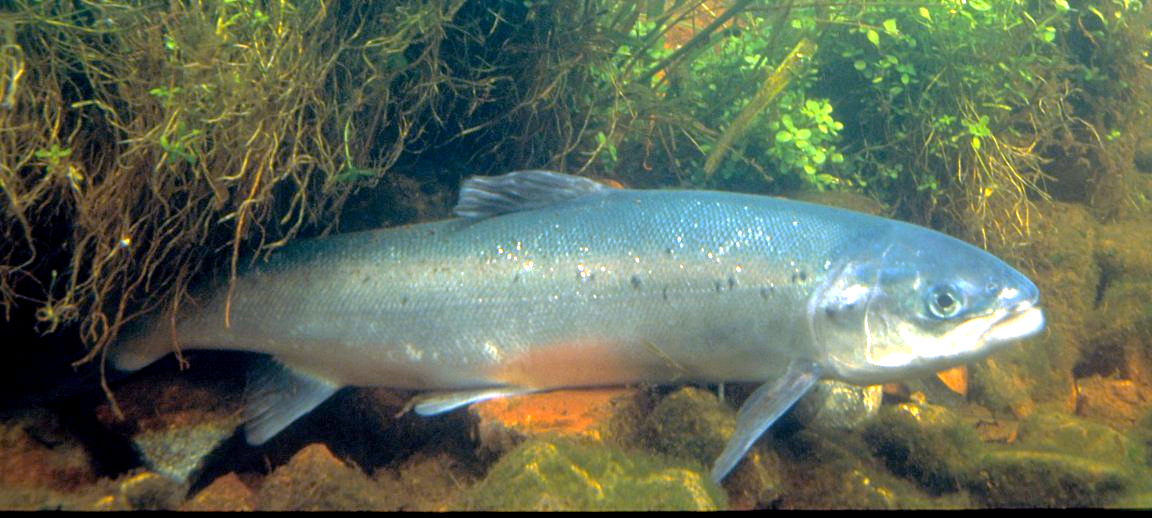
Salmo salar

Il problema del salmone, o argomento del salmone (conosciuto in tedesco come Lachsargument), fa riferimento ad un argomento obsoleto che favoriva l'ubicazione dell Urheimat indo-europea nella regione del Mar Baltico (in contrapposizione alla teoria kurganica).
Il ragionamento era che dal momento che il termine per il salmone atlantico in germanico, baltico e nelle lingue slave deriverebbe da una comune radice proto-indo-europea *laḱs, l'Urheimat protoindoeuropea doveva essere posizionata dove sia il salmone sia queste lingue erano diffuse, cioè nell'Europa settentrionale. Questo argomento è stato dedotto dal filologo tedesco Otto Schrader nel 1883. L'argomento è stato oggetto di continuo dibattito scientifico per tutta la fine del XIX secolo e l'inizio del XX secolo, in particolare nel mondo accademico tedesco.
Nel 1953, l'indologo tedesco Paul Thieme sostennè che i termini derivanti da laḱs- del Caucaso erano utilizzati per descrivere la trota (Salmo trutta), piuttosto che il salmone atlantico (Salmo salar). Il filologo americano George Sherman in un convegno del 1970 affermò: ". A mio parere, la denominazione in questione probabilmente non si riferisce in origine al Salmo salar ma piuttosto al Salmo ciscaucasicus della regione del Caucaso del nord-ovest". Questo ha dato ulteriore supporto all'ipotesi Kurgan.